# Svenska mästerskapen i längdskidåkning 1950
Svenska mästerskapen i längdskidåkning 1950 arrangerades, som en del av stora SM-veckan, i Örnsköldsvik den 19-26 februari.

## Medaljörer, resultat

### Herrar
| Gren              | Guld                                                                 | Guld                                                                 | Guld     | Silver                                                           | Silver                                                           | Silver   | Brons                                                         | Brons                                                         | Brons    |
| 15 km             | Nils Karlsson                                                        | IFK Mora                                                             | 59:36    | Martin Lundström                                                 | IFK Umeå                                                         | 1:00:05  | Sigurd Andersson                                              | IFK Kalix                                                     | 1:00:37  |
| 30 km             | Nils Karlsson                                                        | IFK Mora                                                             | 2:09:03  | Enar Josefsson                                                   | Skellefteå SK                                                    | 2:10:03  | Ivan Westerlund                                               | Arvidsjaurs IF                                                | 2:11:19  |
| 50 km             | Nils Karlsson                                                        | IFK Mora                                                             | 3:22:11  | Anders Törnkvist                                                 | IFK Mora                                                         | 3:24:11  | Gunnar Eriksson                                               | IFK Mora                                                      | 3:25:42  |
| Stafett 3 x 10 km | IFK Mora (Gunnar Eriksson, Anders Törnkvist, Nils Karlsson)          | IFK Mora (Gunnar Eriksson, Anders Törnkvist, Nils Karlsson)          | 2:00:54  | IFK Umeå (Gunnar Karlsson, Harald Eriksson, Martin Lundström)    | IFK Umeå (Gunnar Karlsson, Harald Eriksson, Martin Lundström)    | 2:02:34  | Holmsund SK (Sander Nilsson, G. Axelsson, Elof Lundmark)      | Holmsund SK (Sander Nilsson, G. Axelsson, Elof Lundmark)      | 2:03:57  |
| Lagtävling 15 km  | IFK Mora (Nils Karlsson, Gunnar Eriksson, Anders Törnkvist)          | IFK Mora (Nils Karlsson, Gunnar Eriksson, Anders Törnkvist)          | 3.01.34  | IFK Umeå (Martin Lundström, Gunnar Karlsson, Allan Adolfsson)    | IFK Umeå (Martin Lundström, Gunnar Karlsson, Allan Adolfsson)    | 3.04.32  | Lycksele IF (Uno Holmgren, Sten Bergkvist, Sture Forsén)      | Lycksele IF (Uno Holmgren, Sten Bergkvist, Sture Forsén)      | 3.06.48  |
| Lagtävling 30 km  | IFK Mora (Nils Karlsson, Anders Törnkvist, Gunnar Eriksson)          | IFK Mora (Nils Karlsson, Anders Törnkvist, Gunnar Eriksson)          | 6.34.08  | Holmsund SK (Elof Lundmark, Sander Nilsson, Gösta Axelsson)      | Holmsund SK (Elof Lundmark, Sander Nilsson, Gösta Axelsson)      | 6.43.08  | IFK Umeå (Martin Lundström, Gunnar Karlsson, Allan Adolfsson) | IFK Umeå (Martin Lundström, Gunnar Karlsson, Allan Adolfsson) | 6.46.24  |
| Lagtävling 50 km  | IFK Mora (1. Nils Karlsson, 2. Anders Törnkvist, 3. Gunnar Eriksson) | IFK Mora (1. Nils Karlsson, 2. Anders Törnkvist, 3. Gunnar Eriksson) | 10.12.04 | IFK Umeå (4. Martin Lundström, Gunnar Karlsson, Allan Adolfsson) | IFK Umeå (4. Martin Lundström, Gunnar Karlsson, Allan Adolfsson) | 10.35.14 | Holmsund SK (Gösta Axelsson, Elof Lundmark, Sander Nilsson)   | Holmsund SK (Gösta Axelsson, Elof Lundmark, Sander Nilsson)   | 10.57.30 |

### Damer
| Gren             | Guld                                                                                     | Guld                                                                                     | Guld    | Silver                                                       | Silver                                                       | Silver  | Brons                                         | Brons                                         | Brons   |
| 10 km            | Margit Åsberg-Albrechtsson                                                               | IF Friska Viljor                                                                         | 52:07   | Vera Åström-Hålldin                                          | Edsbyn                                                       | 52:52   | Berta Hallqvist                               | IF Friska Viljor                              | 53:51   |
| Lagtävling 10 km | IF Friska Viljor (Margit Åsberg-Albrechtsson, Berta Hallqvist, Lilly Söderlund-Eriksson) | IF Friska Viljor (Margit Åsberg-Albrechtsson, Berta Hallqvist, Lilly Söderlund-Eriksson) | 2.40.56 | Vårby IK (Märta Norberg, Anna Strandberg, Ingrid Utterström) | Vårby IK (Märta Norberg, Anna Strandberg, Ingrid Utterström) | 2.48.32 | IF Thor (Eivor Alm, Emmy Gauffin, Britta Alm) | IF Thor (Eivor Alm, Emmy Gauffin, Britta Alm) | 2.51.27 |

### Webbkällor
- Svenska Skidförbundet

- DN. Arkivet